# Ross County FC
Ross County Football Club er en skotsk fodboldklub, der er lokaliseret i Dingwall i Ross-shire. De har hjemmebane på Global Energy Stadium i Dingwall. Klubben spiller i Scottish Premiership, den øverste skotske liga, efter at rykkede op fra Scottish Football League First Division i sæsonen 2011–12. Før 1994–95-sæsonen spillede de i Highland Football League, en turnering de vandt tre gange. De har også vundet Scottish Football League First Division, Scottish Football League Second Division, Scottish Football League Third Division (en gang hver) og Scottish Challenge Cup to gange. I 2010 nåede de Scottish Cup-finalen og i 2016 vandt de Scottish League Cup. Nicknamed The Staggies, County's hjemmebanefarver er mørkeblå og hvid.
Klubben er etableret i 1929, hvor de tidligere lokale klubber indgik en fusion og efter en ansøgning blev optaget som medlem af Highland Football League.

## Historiske slutplaceringer
| Sæson     | Niveau | Liga         | Placering | Kilde  |
| --------- | ------ | ------------ | --------- | ------ |
| 2025–2026 | 2.     | Championship | .         | [ 1 ]  |
| 2024–2025 | 1.     | Premiership  | 11.       | [ 2 ]  |
| 2023–2024 | 1.     | Premiership  | 10.       | [ 3 ]  |
| 2022–2023 | 1.     | Premiership  | 11.       | [ 4 ]  |
| 2021–2022 | 1.     | Premiership  | 6.        | [ 5 ]  |
| 2020–2021 | 1.     | Premiership  | 10.       | [ 6 ]  |
| 2019–2020 | 1.     | Premiership  | 10.       | [ 7 ]  |
| 2018–2019 | 2.     | Championship | 1.        | [ 8 ]  |
| 2017–2018 | 1.     | Premiership  | 12.       | [ 9 ]  |
| 2016–2017 | 1.     | Premiership  | 7.        | [ 10 ] |
| 2015–2016 | 1.     | Premiership  | 6.        | [ 11 ] |
| 2014–2015 | 1.     | Premiership  | 9.        | [ 12 ] |
| 2013–2014 | 1.     | Premiership  | 7.        | [ 13 ] |
| 2012–2013 | 1.     | Premiership  | 5.        | [ 14 ] |
| 2011–2012 | 2.     | Championship | 1.        | [ 15 ] |
| 2010–2011 | 2.     | Championship | 8.        | [ 16 ] |

## Klub farver
| Hjemmebane | Hjemmebane | Hjemmebane | Hjemmebane |